# NGC 7032
NGC 7032 este o galaxie spirală situată în constelația Păunul. A fost descoperită în 20 iulie 1835 de către John Herschel.